# منطقة تشوي
تشوي هي منطقة (ريون) في مقاطعة تشوي في شمال قرغيزستان. مساحتها 1,756 كيلومتر مربع (678 ميل2)، قدر عدد سكانها بحوالي (47017) نسمة عام 2009. تحيط المنطقة بمدينة توكموك، ولكنها لا تشملها. تقع عاصمة المقاطعة في تشوي.

## الجغرافية
تقع مقاطعة تشوي في الجزء الشرقي من وادي تشوي. يمتد الجزء الجنوبي إلى جبال قرغيز ألا-تو. نهر تشو وروافده نهر شمشي، ونهر كيغتي. هناك عدد من الأنهار الجليدية التي التي ترفده في قرغيز ألا-تو، مثل Shamshy Glacier و Kel-Ter، إلخ. يتعبر مناخها قاريا.

## التركيبة السكانية
في عام 2009، شملت مقاطعة تشوي 38 قرية. ووفقاً لتعداد السكان والمساكن لعام 2009، بلغ عدد سكانها 017 47 نسمة. 

### التركيبة العرقية
ووفقاً لتعداد عام 2009، فإن التكوين الإثني (السكان بحكم القانون) في مقاطعة تشوي هو:
| مجموعة عرقية  | تعداد السكان | نسبة سكان مقاطعة تشوي |
| ------------- | ------------ | --------------------- |
| قرغيز         | 39٬116       | 83.2٪                 |
| الروس         | 3٬255        | 6.9٪                  |
| Dungans       | 2٬201        | 4.7٪                  |
| الأذربيجانيين | 828          | 1.8٪                  |
| الكازاخ       | 522          | 1.1٪                  |
| الأوزبك       | 294          | 0.6٪                  |
| الألمان       | 152          | 0.3٪                  |
| التتار        | 130          | 0.3٪                  |
| مجموعات أخرى  | 519          | 1.1٪                  |

## المجتمعات الريفية والقرى
إجمالا، تشمل مقاطعة تشوي على 39 مستوطنة في 10 مجتمعات ريفية (aiyl okmotus). ويمكن أن يتألف كل مجتمع ريفي من قرية واحدة أو عدة قرى. والمجتمعات الريفية والمستوطنات في مقاطعة تشوي هي:
- أك-بشيم اييل أكموتو (3: مركز - قرية أك-بشيم; وأيضا القرى جانغي جول وكاليغول)
- بورانا آيل أوكموتو (4: مركز - قرية دونج- اريك؛ وكذلك قرى الغا وبورانا وميينتكيتش)
- إبرايموف أيل أوكموتو (6: مركز - قرية كوشوي؛ وكذلك قرى كارا-أوي، وكيزل-أسكير، وإيميني لينينا، ولينين-جول، وتلدي-بولاك)
- إسكرا آيل أوكموتو (5: مركز - قرية كارا-دوبو؛ وكذلك قرى فوستوشنوي، و جانغي-تورموش، إسكرا، و زيليزنودوروزنوي)
- كيغيتي أيل أوكموتو (5: مركز - قرية كيغيتي؛ وكذلك قرى أربا-تيكتير، وأكماتبيك، وسوفيتسكوي، وإيميني تشاباييفا)
- كوش كورغون أيل أوكموتو (1: مركز - قرية كوش كورغون)
- أونبير-جيلغا أيل أوكموتو (4: مركز - تقدم قروي؛ وكذلك قرى أونبير-جيلغا وكايرما ومدنيات)
- سايليك أيل أوكموتو (3: مركز - قرية سايليك؛ وكذلك قرى جانغي-تشيك وفينوغرادنوي)
- تشوي أيل أوكموتو (3: مركز - قرية تشوي؛ وكذلك قرى آرال وسادوفوي)
- شامشي أيل أوكموتو (4: مركز - قرية شامشي؛ وكذلك قرى تشونغ-جار، وكوش-كاشات، وكاراغول)

## مشاهير ولدوا في منطقة تشوي
- أشيرا الي بوتاليف، مواليد عام 1906، فنان الأوبرا والدراما.
- ديمانكول جينتشورايف، المولود عام 1907، قيرغيزستان والكاتب السوفيتي، حرس الحدود.
- أسانكان جوماكماتوف، المولود عام 1923، قائد الأوركسترا.
- سلطان إبراهيم، من مواليد 1927، سياسي.
- كالميرزا ساربيك أولو، مواليد 1866، أكين.